# Irlande-Italie en rugby à XV
Cet article retrace les confrontations entre l'équipe d'Irlande de rugby à XV et l'équipe d'Italie de rugby à XV. Les deux équipes se sont affrontées à trente huit reprises dont deux fois en Coupe du monde. Les Irlandais ont remporté trente quatre rencontres contre quatre pour les Italiens.

## Historique

### Premières rencontres (1988-1999)
L'histoire entre les deux équipes commence à la fin des années 80, à une période où les deux nations sont dans des dynamiques opposées : l'Italie est alors une nation montante du rugby mondial qui se rapproche lentement des pays historiques du rugby mondial ; l'Irlande en revanche traverse une « période noire », où elle est incapable de finir au-dessus des deux dernières places du Cinq Nations pendant plus d'une décennie.
Ce contexte permet à l'Italie d’enchaîner trois victoires remarquables contre les irlandais entre 1995 et 1997, qui avec d'autres victoires de relief – contre l'Ecosse, la France ou encore des concurrents directs comme la Roumanie – donnent aux joueurs de la péninsule la légitimité pour intégrer le nouveau Tournoi des Six Nations.

### Arrivée dans le Six Nations (depuis 2000)
Toutefois l'Irlande prend l'ascendant sur l'Italie dans le Tournoi, portée par une génération dorée irlandaise, et ce n'est pas un hasard s'il faut attendre 2013 et le crépuscule de l’idole Brian O'Driscoll, qui joue alors potentiellement son dernier match avec l'Irlande, pour voir une victoire italienne.
Par la suite, l'Irlande gagne à nouveau tous ses matchs contre l'Italie pendant le reste de la décennie, même si certaines rencontres sont particulièrement accrochées, les Irlandais restant parfois sous pression pendant la quasi-totalité du match, comme dans la poule de la Coupe du monde 2015 ou encore lors du match du Six Nations en 2019.

## Confrontations
| No | Date             | Lieu                                         | Match            | Score   | Compétition              |
| -- | ---------------- | -------------------------------------------- | ---------------- | ------- | ------------------------ |
| 1  | 31 décembre 1988 | Lansdowne Road, Dublin — Irlande             | Irlande – Italie | 31 – 15 | Test match               |
| 2  | 6 mai 1995       | Stadio Comunale di Monigo, Trévise — Italie  | Italie – Irlande | 22 – 12 | Test match               |
| 3  | 4 janvier 1997   | Lansdowne Road, Dublin — Irlande             | Irlande – Italie | 29 – 37 | Test match               |
| 4  | 20 décembre 1997 | Stadio Arcoveggio, Bologne — Italie          | Italie – Irlande | 37 – 22 | Test match               |
| 5  | 10 avril 1999    | Lansdowne Road, Dublin — Irlande             | Irlande – Italie | 39 – 30 | Test match               |
| 6  | 4 mars 2000      | Lansdowne Road, Dublin — Irlande             | Irlande – Italie | 60 – 13 | Tournoi des Six Nations  |
| 7  | 3 février 2001   | Stade Flaminio, Rome — Italie                | Italie – Irlande | 22 – 41 | Tournoi des Six Nations  |
| 8  | 23 mars 2002     | Lansdowne Road, Dublin — Irlande             | Irlande – Italie | 32 – 17 | Tournoi des Six Nations  |
| 9  | 22 février 2003  | Stade Flaminio, Rome — Italie                | Italie – Irlande | 13 – 37 | Tournoi des Six Nations  |
| 10 | 30 août 2003     | Thomond Park, Limerick — Irlande             | Irlande – Italie | 61 – 6  | Test match               |
| 11 | 20 mars 2004     | Lansdowne Road, Dublin — Irlande             | Irlande – Italie | 19 – 3  | Tournoi des Six Nations  |
| 12 | 6 février 2005   | Stade Flaminio, Rome — Italie                | Italie – Irlande | 17 – 28 | Tournoi des Six Nations  |
| 13 | 4 février 2006   | Lansdowne Road, Dublin — Irlande             | Irlande – Italie | 26 – 16 | Tournoi des Six Nations  |
| 14 | 17 mars 2007     | Stade Flaminio, Rome — Italie                | Italie – Irlande | 24 – 51 | Tournoi des Six Nations  |
| 15 | 24 août 2007     | Ravenhill Stadium, Belfast — Irlande du Nord | Irlande – Italie | 23 – 20 | Test match               |
| 16 | 2 février 2008   | Croke Park, Dublin — Irlande                 | Irlande – Italie | 16 – 11 | Tournoi des Six Nations  |
| 17 | 15 février 2009  | Stade Flaminio, Rome — Italie                | Italie – Irlande | 9 – 38  | Tournoi des Six Nations  |
| 18 | 6 février 2010   | Croke Park, Dublin — Irlande                 | Irlande – Italie | 29 – 11 | Tournoi des Six Nations  |
| 19 | 5 février 2011   | Stade Flaminio, Rome — Italie                | Italie – Irlande | 11 – 13 | Tournoi des Six Nations  |
| 20 | 2 octobre 2011   | Otago Stadium, Dunedin — Nouvelle-Zélande    | Irlande – Italie | 36 – 6  | Coupe du monde (poule C) |
| 21 | 25 février 2012  | Aviva Stadium, Dublin — Irlande              | Irlande – Italie | 42 – 10 | Tournoi des Six Nations  |
| 22 | 16 mars 2013     | Stade olympique, Rome — Italie               | Italie – Irlande | 22 – 15 | Tournoi des Six Nations  |
| 23 | 8 mars 2014      | Aviva Stadium, Dublin — Irlande              | Irlande – Italie | 46 – 7  | Tournoi des Six Nations  |
| 24 | 7 février 2015   | Stade olympique, Rome — Italie               | Italie – Irlande | 3 – 26  | Tournoi des Six Nations  |
| 25 | 4 octobre 2015   | Stade olympique, Londres — Angleterre        | Irlande – Italie | 16 – 9  | Coupe du monde (poule D) |
| 26 | 12 mars 2016     | Aviva Stadium, Dublin — Irlande              | Irlande – Italie | 58 – 15 | Tournoi des Six Nations  |
| 27 | 11 février 2017  | Stade olympique, Rome — Italie               | Italie – Irlande | 10 – 63 | Tournoi des Six Nations  |
| 28 | 10 février 2018  | Aviva Stadium, Dublin — Irlande              | Irlande – Italie | 56 – 19 | Tournoi des Six Nations  |
| 29 | 3 novembre 2018  | Soldier Field, Chicago — États-Unis          | Irlande – Italie | 54 – 7  | Test match               |
| 30 | 24 février 2019  | Stade olympique, Rome — Italie               | Italie – Irlande | 16 – 26 | Tournoi des Six Nations  |
| 31 | 10 août 2019     | Aviva Stadium, Dublin — Irlande              | Irlande – Italie | 29 – 10 | Test match               |
| 32 | 24 octobre 2020  | Aviva Stadium, Dublin — Irlande              | Irlande – Italie | 50 – 17 | Tournoi des Six Nations  |
| 33 | 27 février 2021  | Stade olympique, Rome — Italie               | Italie – Irlande | 10 – 48 | Tournoi des Six Nations  |
| 34 | 27 février 2022  | Aviva Stadium, Dublin — Irlande              | Irlande – Italie | 57 – 6  | Tournoi des Six Nations  |
| 35 | 25 février 2023  | Stade olympique, Rome — Italie               | Italie – Irlande | 20 – 34 | Tournoi des Six Nations  |
| 36 | 5 août 2023      | Aviva Stadium, Dublin — Irlande              | Irlande – Italie | 33 – 17 | Test match               |
| 37 | 11 février 2024  | Aviva Stadium, Dublin — Irlande              | Irlande – Italie | 36 – 0  | Tournoi des Six Nations  |
| 38 | 15 mars 2025     | Stade olympique, Rome — Italie               | Italie – Irlande | 17 – 22 | Tournoi des Six Nations  |